# Xã Richmond, Quận Nemaha, Kansas
Xã Richmond (tiếng Anh: Richmond Township) là một xã thuộc quận Nemaha, tiểu bang Kansas, Hoa Kỳ. Năm 2010, dân số của xã này là 519 người.